# André Maire
Pour les articles homonymes, voir Maire (homonymie).
André Jules Maire, né le 28 septembre 1898 à Paris et est mort dans cette même ville le 4 octobre 1984, est un artiste peintre français.

## Biographie
Son père Charles Louis Maire met très vite son fils André à l'école de dessins de la place des Vosges, où il fut présenté à Émile Bernard par le poète Rodet. Émile Bernard devint le mentor du jeune peintre. Il entre à l'atelier de André Devambez, et à l'École nationale supérieure des beaux-arts, puis à la Grande-Chaumière, où il rencontra notamment le graveur Albert Decaris, le sculpteur Prost et le peintre Roger Nivelt.
En 1916, André Maire fit un premier séjour à Tonnerre chez le maître, mobilisé au front fin 1917, il finira la guerre dans l'infanterie coloniale sur le conseil de Bernard ; ce qui confortera son penchant pour les horizons lointains. À chacun de ses voyages, Maire ramènera la documentation qui lui servira à travailler dans son atelier.
Il séjourne en Indochine pour son premier voyage en 1918-1919, Il deviendra professeur de dessin à Saïgon, avant de revenir en France et d'épouser en octobre 1922 à Venise, Irène, la fille d'Émile Bernard. En octobre 1921 en Italie, où il séjournera à Venise et tiendra sa propre galerie, en Espagne, Inde, Afrique, André Maire arpente le monde armé de papier, crayons et pinceaux. Il devient ainsi pensionnaire de la Casa de Velázquez à Madrid en 1932-1933 où il fait partie de la 5e promotion d'artistes. 
Mobilisé pendant la Seconde Guerre mondiale, Maire échappe aux camps de prisonniers et rejoint la Bourgogne.
Il est honoré en 1946 par le Grand prix de l'AOF qui lui permet de rejoindre le Mali, la Côte d'Ivoire, le Dahomey et le Sénégal. Après dix ans passé en Asie (Cambodge, Laos, Vietnam), où il fut nommé professeur de dessin et de modelage à l'École supérieure d'Architecture de Hanoï, il quitte définitivement l'Indochine en 1958. La même année, il obtint la bourse de Madagascar qu'il rejoindra en janvier 1959.
Après un dernier voyage à Madagascar, et en Martinique (il obtient en 1968 la bourse de La Martinique fondée en 1940), André Maire termine sa vie à peindre des paysages, des femmes, entre Paris et Semur-en-Auxois où il réside. Son œuvre de France est aussi très importante pour avoir notamment peint et dessiné Paris, Marseille, Avignon, la Normandie, et bien sûr la Bourgogne avec l'Auxois (Prix Bastien Lepage de l'Académie des Beaux-arts, en 1961, pour une œuvre de France).
La galerie Sophie Marcellin, sous le passage Verdeau à Paris, expose régulièrement ses oeuvres.

## Œuvre
(liste non exhaustive)

### Peintures
- 1930 ca  -     Nature morte aux fruits et au verre; HSIsorel; Sbg; Dim; H:44cm × L:36 cm (vente Delorme & Collin du Bocage, le 23 novembre 2011, lot n°291)
- 1972     -     La Vénus au chat noir ; HSIsorel;  SDhg; au dos avec envoi à sa fille Loredana, située et datée Paris 1973; Dim; H:65cm × L:91cm (vente Delorme et Collin du Bocage le 23 novembre 2011, lot no 292)

## Expositions, galeries
- 1916, Paris, galerie Charpentier
- 1921, Saigon (Ho Chi Minh Ville), Hôtel Continental
- 1922, Venise, galerie Géri Bora
- 1924, Paris, galerie Devambez et 1925 et 1926
- 1927, Paris, Galerie Charpentier
- 1930, Bruxelles, galerie Isy Brachot
- 1934, Strasbourg, galerie Aktuaryus, Nancy, galerie Mosser et Paris, Galerie Georges Petit
- 1938, Le Caire, galerie Petit-Deshayes
- 1945, et 1947, Paris, Galerie Royale
- 1948, Paris, Cercle de la France d'outre-mer, et, Agence des Colonies
- 1953, et 1957, Saigon, Alliance française
- 1958, Dijon, galerie Vauban
- 1959, Aix-en-Provence, galerie Source
- 1961, Lyon, galerie Bellecour
- 1984, et 1985, Paris, galerie Jean Chalon
- 1987, Paris, galerie Anne Minet
- 1989, Paris Galerie Heim et Galerie Bailly
- 1993, Troyes, Musée d'Art moderne
- 1997, Paris, Galerie Heim et galerie Beurdeley, Dinan, Bibliothèque
- 1998, Paris, Hôtel de Ville, Les Sables d'Olonne Musée de l'Abbaye Sainte-Croix
- 1998, Auxerre, Musée municipal
- 1998, Semur-en-Auxois, Musée
- 1998, Troyes, Rétrospective musée d'Art moderne
- 2000, Lorient, Musée de la Compagnie des Indes
- 2001, Boulogne-Billancourt, musée des Années Trente
- 2002, Amiens Musée de Picardie, et Saint-Malo festival « Étonnants Voyageurs ».
- 2003, Paris, galerie Raymonde Duval
- 2004, Semur-en-Auxois, Musée
- 2005, et 2007, Paris, galerie Philippe Heim et Galerie Sophie Marcellin
- 2006, Fort-de-France, Martinique, Musée régional d'histoire et d'ethnographie
- 2007-2008, galerie Raymonde Duval
- 2009 Roubaix, Musée la Piscine[4], Beauvais Musée départemental des Beaux Arts
- 2012 Troyes, Galerie Saint Martin
- 2012 - 2013 Musée Cernuschi, Paris 8e
- 2013, Antony, Maison des Arts
- 2019, Paris, Galerie Sophie Marcellin
- 2021, Paris, Galerie Sophie Marcellin
- 2022, Semur en Auxois, musée municipal[5]

Quelques-unes de ses œuvres sont également au musée Guimet et au Quai Branly